# パッテンライ!! 〜南の島の水ものがたり〜
『パッテンライ!! 〜南の島の水ものがたり〜』（パッテンライ!! みなみのしまのみずものがたり）は、2008年11月15日に公開されたアニメーション映画。文部科学省選定・土木学会土木技術映像委員会選定映画。キャッチコピーは、「夢をあきらめるな」。

## 概要
日本統治時代の台湾で土木技師として活躍した八田與一の業績と台湾地元民の交流を描いた作品。
與一の故郷・石川県金沢市に本社を置く地方紙北國新聞社が創刊115周年記念として出資し、虫プロダクションが制作にあたった。
2008年11月11日に北国新聞赤羽ホールと同月20日に明治安田生命ホール（MY新宿ビル）で完成披露試写会が催され、同月15日に新規開業する金沢コロナシネマワールドにてこけら落としを兼ねて一般先行公開された。その後、石川県内を中心とする学校・公共施設等での上映会、2009年5月8日よりシネマート新宿（ミニシアター）での公開を経て、台湾でも一般上映された。
題名の「パッテンライ（八田來）」とは台湾語で「八田がやって来た」の意（ただし実際には「パッテンライ・ア」終助詞ア(ah)を入れるほうが正しい）。

## 台湾公開
台湾でも2009年11月13日から一般映画館で台湾吹き替え版（北京語・台湾語混合）が上映され、一部の劇場では日本語音声・北京語字幕でも上映された。
一般公開に先立つ2009年11月4日には台南県新営市で、同月9日台北市でそれぞれ試写会が上映され、台南試写会では馬英九総統、台北試写会では李登輝元総統と謝長廷元行政院長らが鑑賞した。
台南県でも2010年に県内の小中学校で巡回上映会が実施された。
なお、日本では2010年5月に本作のDVDが発売されているが、台湾ではDVDの他に日本未発売のBlu-ray版も発売されている。

## あらすじ
日本統治時代初期、台湾南西部に位置する嘉南平原は雨量が少なく、灌漑設備もなかったことから、不毛の大地と呼ばれていた。台湾総督府から技師として派遣された八田與一は、この地に広大な灌漑施設を造るという計画を立てる。その信憑性を疑う地元の農民たちは当初、與一に対して敵意を抱く。その中に農民の子・英哲もいた。英哲は與一の土木にかける切実な想いに動かされ、次第にダムの必要性を理解し、自らも土木技師になる夢を抱くようになる。現場の近くの宿舎に移り住んだ日本人作業員の家族の中に、ススムという少年がいた。ススムの夢は飛行機乗り。英哲と意気投合した二人は、互いの夢を語り合う。そんなある日、トンネル工事中の爆発事故により、五十余名が殉職してしまう。被害者の中にススムの父親もいた。工事の中止が囁かれ、與一は苦悩に陥る。

## 登場人物
八田 與一（はった よいち）
声 - 井上和彦
台湾総督府に勤務する土木技師。「土木は人々のためにある」という理想を抱き、嘉南平原を豊かな穀倉地帯にするためにダム建設を主導する。
徐 英哲（じょ えいてつ）
声 - 皆川純子
嘉南平原に住む農民の少年。自分の将来に希望を持てずにいたが、八田との出会いを経て土木技師になることを夢見るようになり、ダム建設に参加する。
嘉南大圳工事に参加した、実在する台湾人技術者をモデルとしている。
辻 ススム（つじ ススム）
声 - 瀧本富士子
謙吉の息子。英哲の親友。飛行機乗りになる夢を抱いているが、父にそれを言い出せずにいる。父の死後、迷いを振り払い、日本本土の飛行機学校に進学する。
新垣 美代（あらがき みよ）
声 - 儀武ゆう子
英哲とススムの幼馴染み。二人の夢を応援する。
辻 謙吉（つじ けんきち）
声 - 後藤敦
ススムの父。台湾総督府の営林署に勤務していたが、偶然耳にした八田のダム建設計画に賛同し、営林署を辞めて八田の補佐役になる。
八田 外代樹（はった とよき）
声 - 一青妙
與一の妻。ダム建設に邁進する夫を献身的に支える。

## 声の出演
- 八田與一 - 井上和彦
- 徐英哲 - 皆川純子
- 辻ススム - 瀧本富士子
- 新垣美代 - 儀武ゆう子
- 辻謙吉 - 後藤敦
- 八田外代樹 - 一青妙
- 佐々木梅治
- 八十川真由野
- 喜多村英梨
- 福田信昭
- 石住昭彦
- 松岡大介
- 仲野裕
- 奥田啓人
- 田坂秀樹
- 杉野博臣
- 山中真尋
- 石井一貴
- 嶋村侑
- 三浦潤也

## スタッフ
- 製作 - 飛田秀一、伊藤叡
- 企画 - 緒方英樹
- プロデューサー - 森井俊行
- 監督・絵コンテ - 石黒昇
- 脚本 - 田部俊行
- キャラクターデザイン・総作画監督 - 飯村一夫
- 演出 - 真野玲
- 作画監督 - 飯村一夫、山縣亜紀
- 美術監督 - 中村光毅
- 撮影監督 - 山口利明
- 音響監督 - 清水勝則
- 3DCG監督 - 塩野英光
- 彩色設定 - あさみゆうこ
- 編集 - 中葉由美子、小島俊彦（岡安プロモーション）
- 音響効果 - 加藤昭二、野口透、鋤柄務（アニメサウンドプロダクション）
- 特効 - 森綾、江戸川美貴、岡野国治
- 音楽 - 小六禮次郎
- 技術顧問 - 中川耕二
- 歴史顧問 - 黄智偉
- 実写演出 - 陳希聖
- 実写撮影 - 王順民
- 協力 - 八田技師夫妻を慕い台湾と友好の会、ケィ・シィ・エス
- 製作 - 「パッテンライ!!」製作委員会（北國新聞社・虫プロダクション）

## 主題歌・挿入歌
主題歌「受け入れて」
作詞 - 一青窈 / 作曲 - 川江美奈子 / 編曲 - 武部聡志 / 歌 - 一青窈
挿入歌「赤とんぼ」
作詞 - 三木露風 / 作曲 - 山田耕筰
挿入歌「雨夜花」
作詞 - 周添王 / 作曲 - 鄧雨賢 / 二胡演奏 - 篠崎正嗣 / 歌 - 王毓茹
挿入歌「雨の夜の歌」
訳詞 - 西条八十 / 作曲 - 鄧雨賢
挿入歌「天黒黒」
作曲 - 台湾民歌
挿入歌「からたちの花」
作詞 - 北原白秋 / 作曲 - 山田耕筰
挿入歌「てぃんさぐの花」
作詞・作曲 - 沖縄県民謡
挿入歌「海」
作詞・作曲 - 不詳

## 受賞
- 第23回 土木学会映画コンクール最優秀賞[2]